# Urutu (Amaral)
Urutu, également appelé O Ovo – soit L'Œuf en français –, est un tableau réalisé par la peintre brésilienne Tarsila do Amaral en 1928. De format horizontal, cette huile sur toile relevant du mouvement anthropophage s'aborde comme une peinture animalière à l'esthétique surréaliste. Elle est conservée au musée d'Art moderne de Rio de Janeiro, à Rio de Janeiro.
La peinture représente un grand œuf blanc dont la base est entourée par un serpent violet s'enroulant par ailleurs, sur la droite de sa composition, autour d'une sorte d'aiguille rouge verticale. Si l'on en croit le titre, ce reptile serait un spécimen de l'espèce de crotale appelée Bothrops alternatus, urutu en portugais brésilien. On peut néanmoins aussi l'envisager comme ce grand serpent dont la reptation aurait tracé le lit des fleuves dans certaines croyances indigènes d'Amazonie. Il serait ici figuré à l'instant de son éclosion, de sorte que l'œuvre peut aussi se comprendre comme une peinture mythologique illustrant la création du monde.